# Anthophora basalis
Anthophora basalis är en biart som beskrevs av Smith 1854. Anthophora basalis ingår i släktet pälsbin, och familjen långtungebin. Inga underarter finns listade i Catalogue of Life.